# ウサ探
『ウサ探』（ウサたん）は、御童カズヒコによる日本の漫画作品。講談社とYahoo!コミックによる無料ウェブコミック誌『ヒーロークロスライン』にて連載されたウェブコミックである。
現在はイーブックイニシアティブジャパン配信のウェブコミック誌『KATANA』第57号（2012年9月18日発売号）より新作が連載中である。

## 概要
配信開始は2008年1月9日、配信終了は同年11月5日。「ヒーロークロスライン」の漫画の中でも、異彩を放つギャグ漫画である。すべて一話完結で、10ページ以上のもののサブタイトルをfile、それ以下のものをmemoとして話数をカウントしている。毎回シュールなカラー写真の扉から始まっている。
なおHXL作家が関わっている同人誌にはほぼ毎回短編が掲載されており、その際のサブタイトルはspから始まる。

## 登場キャラクター
ウサ探（ドラマCDでの声：若本規夫）
動くウサギのぬいぐるみ探偵。バーボンとキャバクラ通いが大好きで、面倒くさいことが大嫌い。真面目に仕事もしないろくでなしだが、その愛らしい外見のおかげで人気者である。目はフェルト、耳の中身は綿、体の中身はビーズでできている。時折、足に石やレンガを仕込み鈍器として使用する他、本気で激怒した際には足が光に包まれ、強力なキックを放てる。
山田一郎（ドラマCDでの声：小野友樹）
ウサ探の助手。ウサ探に何かとこき使われたりパワハラを受け続けたりしているが、けなげに慕っている。スケベだが、味覚と嗅覚に優れている。
重浦
事件に行き詰まるとウサ探に協力を求める刑事。通称シゲさん。
オグ
重浦の部下。ウサ探の行動を不審に思いながらも流されるだけの新人刑事。
ジョリさん
重浦の部下。
マスター
ウサ探いきつけのバーのマスター。ダンディ。
マホ
ウサ探いきつけのキャバクラ「いちごミルク」のキャバ嬢。
店長
「いちごミルク」の店長。
アニキ
暴力団絶斗組の団員。いちごミルクで暴れていた所をウサ探と知り合う羽目になり、腐れ縁になる。
イサオ
アニキの舎弟。
大家さん
ウサ探の事務所の大家のおばさん。家賃（事故物件の為月2万円）を滞納し続けるウサ探に頭を抱えており、山田に同乗している。

### 他作品からの登場キャラクター
ラフ・J・ダイアモンド（ラジオドラマでの声：伊藤健太郎）
ギャラクティカ
シュライク
木村茂樹
入間涼
謎の占い師

## 書誌情報
- 御童カズヒコ『ウサ探』、講談社 〈マガジンZKC〉
  1. 2008年6月23日第1刷発行、同日発売、ISBN 978-4-06-349367-2
  2. 2008年11月21日第1刷発行、同日発売、ISBN 978-4-06-349399-3

その後、電子書籍で3・4巻が発売された。